# Sinocymbachus decorus
Sinocymbachus decorus is een keversoort uit de familie zwamkevers (Endomychidae). De wetenschappelijke naam van de soort werd in 1970 gepubliceerd door Strohecker & Chûjô.